# Lubor Blažek
Lubor Blažek (* 28. února 1954 Praha) je český basketbalový trenér, v letech 2009–2015 trenér české ženské basketbalové reprezentace.

## Kariéra
Začínal jako trenér mládeže, v roce 1983 převzal seniorský mužský tým Sparty Praha, který trénoval do roku 1989. Na přelomu 80. a 90. let 20. století působil v ženské Spartě Praha, od roku 1992 trénoval německý klub Lotus Mnichov. Po návratu do Česka působil postupně ve Spartě Praha a kralupském a přerovském týmu. Od roku 2001 byl asistentem v USK Praha, který v roce 2004 převzal jako hlavní trenér. V sezónách 2008/2009, 2010/2011 a 2011/2012 získal s USK titul mistryň republiky. V květnu 2012 odešel z postu hlavního trenéra a v klubu se začal věnovat mládeži.
Od roku 1999 byl také asistentem Jana Bobrovského v české ženské reprezentaci, v únoru 2008 však kvůli sporům s manažerem Jiřím Hamzou z tohoto postu odešel (největšími úspěchy byly zlatá (2005) a stříbrná (2003) medaile na mistrovstvích Evropy). V říjnu 2009 byl Českou basketbalovou federací zvolen za hlavního trenéra českých žen jako nástupce Milana Veverky odvolaného v srpnu téhož roku. Smlouva mu vypršela po úspěšném domácím mistrovství světa 2010, kde český tým získal stříbrné medaile, v listopadu téhož roku se ale rozhodl ve funkci reprezentačního kouče pokračovat další dva roky. Pod jeho vedením se česká reprezentace na mistrovství Evropy 2011 umístila na 4. místě, na Letních olympijských hrách 2012 obsadila sedmou příčku, na evropském šampionátu 2013 šesté místo a světový šampionát 2014 dokončila na deváté příčce. Po jedenáctém místě z ME 2015 rezignoval v říjnu toho roku na funkci trenéra, nadále však působí u reprezentace jako sportovní ředitel.

## Osobní život
S manželkou, bývalou československou basketbalovou reprezentantkou Evou Kalužákovou, má syna Lubora a dceru Nelu Marii.